# 新北市立文山国民中学
新北市立文山国民中学（しんほくしりつぶんさんこくみんちゅうがく、繁体字中国語: 新北市立文山國民中學）は、台湾新北市にある国民中学。

## 歴代校長
1. 李煙全：民国35年～39年（1946年～1950年）[1]
2. 李振雲：民国39年～41年（1950年～1952年）[1]
3. 梅志潔：民国41年～43年（1952年～1954年）[1]
4. 宋金印：民国43年～58年（1954年～1969年）[1]
5. 王克佐：民国58年～61年（1969年～1972年）[1]
6. 何維孝：民国61年～68年（1972年～1979年）[1]
7. 楊志華：民国68年～77年（1979年～1988年）[1]
8. 陳慶明：民国77年～81年（1988年～1992年）[1]
9. 陳政雄：民国81年～83年（1991年～1994年）[1]
10. 陳禮崗：民国83年～91年（1994年～2002年）[1]
11. 彭敏松：民国91年～96年（2002年～2007年）[1]
12. 方寶全：民国96年～101年（2007年～2012年）[1]
13. 陳忠明：民国101年～107年（2012年～2018年）[1]
14. 黃美娟：民国107～113年（2018年～2024年）[1]
15. 孫美萍：民国113～現在 [1][2]

## 学区
新店区
- 太平里
- 張南里
- 廣明里
- 新店里
- 文中里
- 國校里
- 青潭里
- 美城里
- 美潭里（16-20鄰を除く）
- 員潭里
- 雙坑里
- 粗坑里
- 屈尺里
- 龜山里
- 廣興里
- 塗潭里
- 直潭里
- 文明里
- 新生里（1-8鄰）
- 頂城里（1-10鄰）
- 華城里